# Rougemont (Doubs)
Rougemont è un comune francese di 1 250 abitanti situato nel dipartimento del Doubs nella regione della Borgogna-Franca Contea.

## Società

### Evoluzione demografica
Abitanti censiti